# ماركوس ماير
ماركوس ماير (بالألمانية: Marcus Maier)‏ (18 ديسمبر 1995 بفيينا في النمسا - ) هو لاعب كرة قدم نمساوي في مركز الوسط. لعب مع أدميرا فاكر مودلينغ.

## وصلات خارجية
- ماركوس ماير على موقع إي إس بي إن إف سي (الإنجليزية)
- ماركوس ماير على موقع قاعدة بيانات كرة القدم.إي يو (الإنجليزية)
- ماركوس ماير على موقع Soccerway.com (الإنجليزية)
- ماركوس ماير على موقع عالم كرة القدم.نت (الإنجليزية)